# Élections fédérales canadiennes de 1896
L'élection fédérale canadienne de 1896 se déroule le 23 juin 1896 dans le but d'élire les députés de la huitième législature à la Chambre des communes du Canada. Il s'agit de la huitième élection générale depuis la création de la confédération canadienne en 1867 ; à la suite de l'élection, le Parti libéral du Canada, dirigé par Wilfrid Laurier, forme un gouvernement majoritaire, mettant fin à plus de 18 ans de pouvoir par les conservateurs.

## Contexte et déroulement
La campagne électorale est l'occasion d'un grand changement au sein du Parti libéral. Bien que les libéraux ont traditionnellement été le parti du changement radical et du libre-échange, dans la campagne de 1896 ils épousent une plateforme beaucoup plus conservatrice. À cause de ce changement, beaucoup de partisans traditionnels du Parti conservateur se déplacent vers les libéraux. Le changement le plus important est l'appui de Laurier à la Politique nationale, une cause importante pour les puissantes communautés d'affaires de Montréal et Toronto. La campagne libérale est dirigée par un ex-tory, Joseph Israël Tarte. Laurier est également un grand partisan des droits provinciaux, et un certain nombre d'influents premiers ministres provinciaux libéraux, tels qu'Oliver Mowat (Ontario) et William Stevens Fielding (Nouvelle-Écosse), appuient sa campagne.
Les conservateurs sont désorganisés depuis la mort de John A. Macdonald en 1891, avec quatre chefs différents sur une période de cinq ans. Le parti est également perçu comme étant corrompu et un gaspilleur des fonds publics. D'autres évènements, comme la Question des écoles du Manitoba, leur avaient coûté des appuis à la fois au Canada anglais et au Canada français. Dans la campagne de 1896, le Parti conservateur est mené par sir Charles Tupper, un père de la confédération et ancien premier ministre de la Nouvelle-Écosse.

## Résultats

### Pays
|                                                                                 |                            |                          |                |        |        |         |         |         |         |
| Parti                                                                           | Parti                      | Chef                     | # de candidats | Sièges | Sièges | Sièges  | Voix    | Voix    | Voix    |
| Parti                                                                           | Parti                      | Chef                     | # de candidats | 1891   | Élus   | Diff.   | #       | %       | Diff.   |
|                                                                                 | Libéral                    | Wilfrid Laurier          | 190            | 90     | 117    | +30,0 % | 401 425 | 41,37 % | -3,85 % |
|                                                                                 | Conservateur               | Charles Tupper           | 190            | 97     | 71     | -16,9 % | 430 874 | 44,40 % | +1,44 % |
|                                                                                 | Libéral-conservateur       | Charles Tupper           | 17             | 20     | 15     | -25 %   | 36 541  | 3,77 %  | -1,85 % |
|                                                                                 | Nationaliste               |                          | 5              | 1      | 4      | +300 %  | 14 121  | 1,46 %  | +1,46 % |
|                                                                                 | Conservateur indépendant   | Conservateur indépendant | 4              | 3      | -      | +33,3 % | 12 209  | 1,26 %  | -0,68 % |
|                                                                                 | Patrons of Industry        |                          | 31             | *      | 2      | *       | 38 275  | 3,94 %  | *       |
|                                                                                 | McCarthyite                | Dalton McCarthy          | 11             | *      | 2      | *       | 12 861  | 1,33 %  | *       |
|                                                                                 | Indépendant                | Indépendant              | 18             | 2      | 1      | -50 %   | 13 870  | 1,43 %  | +0,61 % |
|                                                                                 | Libéral indépendant        | Libéral indépendant      | 1              | 1      | 1      | -       | 2 353   | 0,24 %  | -0,48 % |
|                                                                                 | Protection des protestants |                          | 5              | *      | -      | *       | 6 233   | 0,64 %  | *       |
|                                                                                 | Inconnu                    | Inconnu                  | 1              | -      | -      | -       | 1 622   | 0,17 %  | -2,01 % |
| Total                                                                           | Total                      | Total                    | 473            | 214    | 213    | +7,0 %  | 970 384 | 100 %   |         |
| Sources : http://www.elections.ca — Historique des circonscriptions depuis 1867 |                            |                          |                |        |        |         |         |         |         |

Note :
* Le parti n'a pas présenté de candidats lors de l'élection précédente.
Acclamations :
Les députés suivants sont élus sans opposition :
- Ontario : 1 Patron of Industry
- Quebec : 1 conservateur, 2 libéraux

### Par province
| Parti                                 | Parti                        | Parti        | C-B  | TNO  | MB   | ON   | QC   | N-B  | N-É  | ÎPE  | Total |
| ------------------------------------- | ---------------------------- | ------------ | ---- | ---- | ---- | ---- | ---- | ---- | ---- | ---- | ----- |
|                                       | Libéral                      | Sièges :     | 4    | 3    | 2    | 43   | 49   | 4    | 10   | 2    | 117   |
|                                       | Libéral                      | Voix (%) :   | 51,2 | 46,0 | 31,0 | 40,5 | 53,8 | 42,5 | 31,9 | 51,0 | 41,4  |
|                                       | Parti conservateur du Canada | Sièges :     | 2    | 1    | 3    | 34   | 16   | 4    | 9    | 2    | 71    |
|                                       | Parti conservateur du Canada | Voix (%) :   | 48,8 | 43,9 | 45,1 | 40,9 | 45,2 | 31,5 | 65,4 | 40,5 | 44,4  |
|                                       | Libéral-conservateur         | Sièges :     |      |      | 1    | 7    |      | 5    | 1    | 1    | 15    |
|                                       | Libéral-conservateur         | Voix (%) :   |      |      | 8,0  | 4,0  | 0,4  | 17,5 | 2,2  | 8,5  | 2,2   |
|                                       | Nationaliste                 | Sièges :     |      |      |      | -    | -    |      |      |      | -     |
|                                       | Nationaliste                 | Voix (%) :   |      |      |      | 3,2  | 0,5  |      |      |      | 1,5   |
|                                       | Conservateur indépendant     | Sièges :     |      |      |      | 4    |      |      |      |      | 4     |
|                                       | Conservateur indépendant     | Voix (%) :   |      |      |      | 3,0  |      |      |      |      | 1,3   |
|                                       | Patrons of Industry          | Sièges :     |      |      |      | 2    |      |      |      |      | 2     |
|                                       | Patrons of Industry          | Voix (%) :   |      |      | 7,6  | 8,3  | 0,7  |      |      |      | 3,9   |
|                                       | McCarthyite                  | Sièges :     |      |      | 1    | 1    |      |      |      |      | 2     |
|                                       | McCarthyite                  | Voix (%) :   |      |      | 8,3  | 2,4  |      |      |      |      | 1,3   |
|                                       | Indépendant                  | Sièges :     |      | -    |      | -    |      | 1    | -    |      | 1     |
|                                       | Indépendant                  | Voix (%) :   |      | 10,0 |      | 1,4  |      | 8,6  | 0,5  |      | 1,4   |
|                                       | Libéral indépendant          | Sièges :     |      |      |      | 1    |      |      |      |      | 1     |
|                                       | Libéral indépendant          | Voix (%) :   |      |      |      | 0,6  |      |      |      |      | 0,2   |
| Total sièges                          | Total sièges                 | Total sièges | 6    | 4    | 7    | 92   | 65   | 14   | 20   | 5    | 213   |
| Partis n'ayant remporté aucun siège : |                              |              |      |      |      |      |      |      |      |      |       |
|                                       | Protestant Protective        | Voix (%) :   |      |      |      | 1,5  |      |      |      |      | 0,6   |
|                                       | Inconnu                      | Voix (%) :   |      |      |      | 0,4  |      |      |      |      | 0,2   |